# الشركة السعودية للتنمية الصناعية
الشركة السعودية للتنمية الصناعية (صدق) هي شركة مساهمة سعودية، تأسست في الخامس عشر من ديسمبر عام 1992, برأس مال أربعمئة مليون ريال سعودي، تنشط الشركة في الاستثمار في المشاريع الصناعية المختلفة.وأصبحت شركة عامة مدرجة في السوق المالية السعودية (تداول) منذ يناير 1993م.
شركات تساهم فيها الشركة السعودية للتنمية الصناعية:
- شركة صدق للإستثمار التجاري.
- الشركة العربية لصناعة مراتب السست والإسفنج.
- شركة العالمية لتسويق مستلزمات النوم المحدودة.
- شركة المخازن والخدمات المساندة.
- الشركة العربية للالياف الصناعية (ابن رشد).
- شركة ينبع الوطنية للبتروكيماويات (ينساب).